# Stephan Neuhoff
Stephan Neuhoff (* 19. August 1952 in Köln) ist ein deutscher Feuerwehrmann im Ruhestand. Von 1989 bis 2014 war er Direktor der Feuerwehr Köln. Er gilt als einer der renommiertesten Brandbekämpfer in Deutschland.
Nach seinem Abitur 1971 am Kölner Schiller-Gymnasium studierte Stephan Neuhoff Maschinenbau an der RWTH Aachen, Fachrichtung Thermodynamik. Ab 1979 absolvierte er eine Ausbildung für den höheren Dienst bei der Feuerwehr und wurde 1981 bei der Berufsfeuerwehr Köln eingestellt. Als Hauptverantwortlicher der Kölner Feuerwehr bewältigte er außergewöhnliche Einsätze, wie die Rheinhochwasser 1993 und 1995 sowie den Einsturz des Kölner Stadtarchivs  2009, aber auch Großereignisse wie den G8-Gipfel 1999, den Weltjugendtag 2005 sowie Spiele der Fußball-WM 2006.  Nach 35 Berufsjahren wurde er im Februar 2014 feierlich aus seinem Amt verabschiedet. Der Kölner Oberbürgermeister Jürgen Roters attestierte ihm hinsichtlich des Archiv-Einsturzes, den Neuhoff selbst als schwierigsten Einsatz seiner Laufbahn bezeichnet hatte: „Zu einer Zeit, als die Bürgerinnen und Bürger in unserer Stadt verunsichert und verängstigt waren, wurden Sie zu einer großen Vertrauenspersönlichkeit.“
1995 wurde Neuhoff, Vater von elf Kindern, in das Präsidium der Vereinigung zur Förderung des Deutschen Brandschutzes gewählt, von 1991 bis 2011 war er Vorsitzender der Arbeitsgemeinschaft der Leiter der Berufsfeuerwehren NRW (AGBF NRW). Bis 2020 war er Dozent an der Technischen Hochschule Köln im Studiengang Rettungsingenieurwesen und im Vorstand weiterer Berufsverbände. 2011 zeichnete ihn der Innenminister von Nordrhein-Westfalen, Ralf Jäger, mit dem Feuerwehr-Ehrenzeichen der Sonderstufe in Silber aus. Er ist stellvertretender Vorsitzender des Verbandes der Feuerwehren in NRW.
Stephan Neuhoff ist engagierter Katholik und Mitglied des Diözesan-Pastoralrats im Erzbistum Köln, eines Beratungsgremiums des Erzbischofs.

## Publikationen
- Feuer und Flamme. Geschichte des Brandschutzes in Köln. Hrsg. vom Verein zur Förderung des Brandschutzes in Köln e.V., Köln 2014